# Biblioteca catalana (Editorial Catalana)
Die Biblioteca catalana ist eine Buchreihe, die zwischen 1919 und 1921 durch den Verlag Editorial Catalana herausgegeben wurde. In dieser  Reihe wurden literarische Werke von katalanischsprachiger Autoren wie Víctor Català, Joan Pons i Massaveu oder Josep Maria de Sagarra veröffentlicht. 1923 wurde sie in die Reihe Biblioteca Literària desselben Verlags integriert.

## Titel der Reihe

### 1919
- 1. Joan Pons i Massaveu: L'auca de la Pepa
- 2. Josep Roig i Raventós: Argelaga florida
- 3. Josep M. de Sagarra: Paulina Buxareu
- 4. Claudi Planas i Font: En Pere i altres contes
- 5. Josep Morató i Grau: Arran del cingle
- 6.–7. Llorenç Riber: Els sants de Catalunya (vol. I i II)
- 8. Raimon Casellas: Llibre d'històries
- 9. Joaquim Ruyra: Pinya de Rosa (vol. I)
- 10. Gabriel Maura: Aigoforts
- 11. Víctor Català: La Mare Balena
- 12. Prudenci Bertrana: Els herois

### 1920
- 13. Carles Riba (editor): Llegendari català en vers
- 14. Joaquim Ruyra: Pinya de rosa (vol. II)
- 15.–16. Carles Riba (editor): Un Tros de Paper
- 17. Llorenç Riber: Els sants de Catalunya (vol. III)
- 18. Marquès de Camps (Carles de Camps i d'Olzinelles): Cortal marí
- 19. Marià Vayreda: La punyalada
- 20. Josep Roig i Raventós: Ànimes atuïdes
- 21. Jaume Massó i Torrents: Croquis pirinencs
- 22. Narcís Oller: Traduccions
- 23. Santiago Rusiñol: Proses triades
- 24. Marià Vayreda: Sang nova (vol. I)

### 1921
- 25. Marià Vayreda: Sang nova (vol. II)
- 26-27-28. Llorenç Riber: Els sants a Catalunya (vol. IV, V i VI)
- 29. Josep Massó i Ventós: La germana
- 30. Josep Carner: La creació d'Eva i altres contes
- 31. Josep Maria de Sagarra: Poemes i cançons
- 32. Josep Maria López Picó: Lleures barcelonins (vol. 54 de la Biblioteca Literària)
- 33. Francesc Pelagi Briz: La panolla (vol. 55 de la Biblioteca Literària)
- 34. Valeri Serra i Boldú: Aplec de rondalles (vol. 57 de la Biblioteca Literària)
- 35. Alfons Maseras: Setze contes (vol. 59 de la Biblioteca Literària)
- 36. Josep Lleonart: El camí errat